# UNDER GRAPH 20th BEST 2000-2020
「UNDER GRAPH 20th BEST 2000-2020」（アンダーグラフ トゥエンティエス ベスト 2000-2020）は、アンダーグラフの2枚目となるベスト・アルバム。2020年7月20日にAcorn Recordsより発売された。

## 概要
前作『マクロスコピック自由論』から約1年ぶり、ベスト・アルバムとしては、フォーライフミュージックエンタテイメントからリリースした『UNDER GRAPH』以来約10年ぶりのリリースとなる。
本作は、バンド結成20周年を記念したベスト・アルバムとなっており、『ツバサ』以降のシングル曲や、デジタルシングルとしてリリースされていて本作で初CD化となる楽曲の他、インディーズ時代にリリースしていた『ケ・セラ・セラ』や、結成当時に制作された『いつの日か晴れた日に』などの楽曲が収録された全32曲入りの2枚組となっている。
本作全ての収録曲をオルゴール化したアルバム『UNDER GRAPH 20th BEST music box』と同日リリースとなった。

## 収録内容
| 全作詞・作曲: 真戸原直人。 |                                    |            |            |                                      |      |
| #                          | タイトル                           | 作詞       | 作曲・編曲 | 編曲                                 | 時間 |
| 1.                         | 「いつの日か晴れた日に」           | 真戸原直人 | 真戸原直人 | アンダーグラフ、里見匡一             | 3:57 |
| 2.                         | 「ケ・セラ・セラ」                 | 真戸原直人 | 真戸原直人 | アンダーグラフ、明石昌夫             | 3:20 |
| 3.                         | 「ツバサ」                         | 真戸原直人 | 真戸原直人 | アンダーグラフ、島田昌典             | 4:32 |
| 4.                         | 「パラダイム」                     | 真戸原直人 | 真戸原直人 | アンダーグラフ、島田昌典             | 5:07 |
| 5.                         | 「遠き日」                         | 真戸原直人 | 真戸原直人 | アンダーグラフ、島田昌典             | 4:28 |
| 6.                         | 「真面目過ぎる君へ」               | 真戸原直人 | 真戸原直人 | アンダーグラフ、島田昌典             | 4:36 |
| 7.                         | 「ユビサキから世界を」             | 真戸原直人 | 真戸原直人 | アンダーグラフ、島田昌典             | 4:30 |
| 8.                         | 「ティアラ」                       | 真戸原直人 | 真戸原直人 | アンダーグラフ、Masa Takumi          | 5:10 |
| 9.                         | 「ジャパニーズ ロック ファイター」 | 真戸原直人 | 真戸原直人 | アンダーグラフ、Masa Takumi          | 3:24 |
| 10.                        | 「心の瞳」                         | 真戸原直人 | 真戸原直人 | アンダーグラフ、松岡モトキ、伊藤隆博 | 6:10 |
| 11.                        | 「おんなじキモチ」                 | 真戸原直人 | 真戸原直人 | アンダーグラフ、Masa Takumi          | 5:28 |
| 12.                        | 「やっぱり地球は青かった」         | 真戸原直人 | 真戸原直人 | アンダーグラフ                       |      |
| 13.                        | 「サンザシ」                       | 真戸原直人 | 真戸原直人 | アンダーグラフ、吉田トオル           | 4:17 |
| 14.                        | 「2011」                           | 真戸原直人 | 真戸原直人 | アンダーグラフ                       | 4:49 |
| 15.                        | 「去年今年」                       | 真戸原直人 | 真戸原直人 | アンダーグラフ、Masa Takumi          | 5:14 |
| 合計時間:                  | 合計時間:                          | 合計時間:  | 65:02      |                                      |      |

| 全作詞・作曲: 真戸原直人。 |                               |            |            |                             |      |
| #                          | タイトル                      | 作詞       | 作曲・編曲 | 編曲                        | 時間 |
| 1.                         | 「ビューティフルニッポン」    | 真戸原直人 | 真戸原直人 | アンダーグラフ              | 5:24 |
| 2.                         | 「風を呼べ」                  | 真戸原直人 | 真戸原直人 | アンダーグラフ              | 3:48 |
| 3.                         | 「パラドックス」              | 真戸原直人 | 真戸原直人 | アンダーグラフ              | 5:00 |
| 4.                         | 「フォルム」                  | 真戸原直人 | 真戸原直人 | アンダーグラフ              | 4:02 |
| 5.                         | 「明日は続くよどこまでも」    | 真戸原直人 | 真戸原直人 | アンダーグラフ              | 3:59 |
| 6.                         | 「旅する花の物語」            | 真戸原直人 | 真戸原直人 | アンダーグラフ              | 4:00 |
| 7.                         | 「おけいはんパレード」        | 真戸原直人 | 真戸原直人 | アンダーグラフ              | 4:37 |
| 8.                         | 「こころ」                    | 真戸原直人 | 真戸原直人 | アンダーグラフ              | 4:47 |
| 9.                         | 「モルモット」                | 真戸原直人 | 真戸原直人 | アンダーグラフ              | 4:00 |
| 10.                        | 「1977年生まれの僕らは」      | 真戸原直人 | 真戸原直人 | アンダーグラフ              | 3:23 |
| 11.                        | 「まだ見ぬ世界を映しながら」  | 真戸原直人 | 真戸原直人 | アンダーグラフ、Masa Takumi | 4:37 |
| 12.                        | 「parabola ～更なる高みへ～」 | 真戸原直人 | 真戸原直人 | アンダーグラフ、Masa Takumi | 3:56 |
| 13.                        | 「君が笑うため生きてる」      | 真戸原直人 | 真戸原直人 | アンダーグラフ、KIM DAN     | 5:13 |
| 14.                        | 「太陽の手」                  | 真戸原直人 | 真戸原直人 | アンダーグラフ、KIM DAN     | 3:29 |
| 15.                        | 「イキル」                    | 真戸原直人 | 真戸原直人 | アンダーグラフ、Masa Takumi | 3:15 |
| 16.                        | 「SOS」                       | 真戸原直人 | 真戸原直人 | アンダーグラフ、KIM DAN     | 3:24 |
| 17.                        | 「ストライド」                | 真戸原直人 | 真戸原直人 | アンダーグラフ、KIM DAN     | 3:36 |
| 合計時間:                  | 合計時間:                     | 合計時間:  | 70:30      |                             |      |